# Álex Forés
Álex Forés Mendoza (Valencia, 12 aprile 2001) è un calciatore spagnolo, attaccante del Real Oviedo in prestito dal Villarreal.

## Carriera
Ha iniziato a giocare a calcio nelle giovanili di Vall dels Alcalans e Colegio Salgui prima di passare nel 2012 al Levante e nel 2016 al Real Madrid. Nel 2018 si è trasferito al Roda e l'anno successivo ha terminato il suo percorso formativo con il Villarreal.
Nel 2019 è stato promosso nel Villarreal C con cui ha debuttato in Tercera División il 1º settembre nell'incontro vinto 1-0 contro l'Olímpic Xàtiva. Ha segnato il suo primo gol la stagione successiva, l'11 novembre contro il Roda. Al termine della stagione che lo ha visto protagonista con 13 gol in 23 partite, è stato promosso nel Villarreal B.
Utilizzato principalmente come riserva di Arana, ha segnato il suo primo gol con la squadra B il 10 ottobre 2021 in Primera División RFEF contro il Siviglia Atlético. Con il club promosso in Segunda División al termine della stagione, il 12 ottobre 2022 ha fatto il suo debutto nel calcio professionistico nel pareggio per 2-2 contro il Ponferradina e l'11 febbraio 2023 è andato a segno nella sconfitta per 1-2 contro il Mirandés.
Il 7 luglio 2023 ha rinnovato il contratto fino al 2026.

## Statistiche

### Presenze e reti nei club
Statistiche aggiornate al 13 novembre 2022.
| Stagione        | Squadra         | Campionato      | Campionato | Campionato | Coppe nazionali | Coppe nazionali | Coppe nazionali | Coppe continentali | Coppe continentali | Coppe continentali | Altre coppe | Altre coppe | Altre coppe | Totale | Totale | Totale |
| Stagione        | Squadra         | Comp            | Pres       | Reti       | Comp            | Pres            | Reti            | Comp               | Pres               | Reti               | Comp        | Pres        | Reti        | Pres   | Reti   |        |
| --------------- | --------------- | --------------- | ---------- | ---------- | --------------- | --------------- | --------------- | ------------------ | ------------------ | ------------------ | ----------- | ----------- | ----------- | ------ | ------ | ------ |
| 2019-2020       | Villarreal C    | TD              | 2          | 0          |                 | -               | -               |                    | -                  | -                  |             | -           | -           | 2      | 0      |        |
| 2020-2021       | Villarreal C    | TD              | 23         | 13         |                 | -               | -               |                    | -                  | -                  |             | -           | -           | 23     | 13     |        |
| 2020-2021       | Villarreal B    | SDB             | 4          | 0          |                 | -               | -               |                    | -                  | -                  |             | -           | -           | 4      | 0      |        |
| 2021-2022       | Villarreal B    | PDR             | 33         | 6          |                 | -               | -               |                    | -                  | -                  |             | -           | -           | 33     | 6      |        |
| 2022-2023       | Villarreal B    | SD              | 32         | 2          |                 | -               | -               |                    | -                  | -                  |             | -           | -           | 32     | 2      |        |
| 2023-2024       | Villarreal B    | SD              | 18         | 7          |                 | -               | -               |                    | -                  | -                  |             | -           | -           | 18     | 7      |        |
| Totale carriera | Totale carriera | Totale carriera | 112        | 28         |                 | -               | -               |                    | -                  | -                  |             | -           | -           | 112    | 28     |        |

## Palmarès

### Club

#### Competizioni nazionali
- Segunda División: 1

Levante: 2024-2025